# Дастин Ејкерс (Калифорнија)
Дастин Ејкерс (енгл. Dustin Acres) насељено је место без административног статуса у америчкој савезној држави Калифорнија.

## Демографија
По попису из 2010. године број становника је 652, што је 67 (11,5%) становника више него 2000. године.
| Група             | 2000.       | 2010.       |
| Белци             | 498 (85,1%) | 493 (75,6%) |
| Афроамериканци    | 1 (0,2%)    | 4 (0,6%)    |
| Азијати           | 0 (0,0%)    | 1 (0,2%)    |
| Хиспаноамериканци | 60 (10,3%)  | 129 (19,8%) |
| Укупно            | 585         | 652         |